# Château du Breuil (Le Breuil-en-Auge)
Le château du Breuil est une demeure du XVIe siècle qui se dresse sur le territoire de la commune française du Breuil-en-Auge, dans le département du Calvados, et la région Normandie. L'édifice est partiellement inscrit au titre des monuments historiques.
Château du Breuil est aussi une marque de calvados. Depuis 2017 le domaine produit, distille, affine, vieillit et développe également plusieurs autres alcools.

## Localisation
le château est situé au cœur d'un parc, entouré par deux bras de la Touques, dans la commune du Breuil-en-Auge, dans le département français du Calvados.

## Historique
Au XIVe siècle, le fief est la possession de la famille Bouquetot,.
Le château du Breuil est construit au début du XVIe siècle. Plusieurs propriétaires y résident ; la famille Bouquetot avec Jean III de Bouquetot, chevalier, seigneur du Breuil et de Rabu qui n'eut que trois filles, dont l'ainée, Suzanne de Bouquetot qui hérita du domaine en 1611 et qu'elle gardera jusqu'en 1658. Suzanne avait épousé, dix-huit ans plus tôt, le comte Gabriel II de Montgomery (fils de Gabriel Ier de Montgommery, régicide d'Henri II). 
En 1638, le jeune Tancrède de Rohan, confié à la garde du comte de Montgommery y sera enlevé et emmené en Hollande.
En 1696, le château échoit à la famille Bence, à qui l'on doit la construction des communs. C'est Jeanne-Philippe Bence, qui en hérite de son père Adrien Bence, riche bourgeois de Lisieux. En 1758, le fief passe à la famille Rioult.

### La distillerie
À partir du XVIIIe siècle et de la révolution française, le domaine accueille des activités économiques qui ont évolué au fil des siècles (ainsi que leurs propriétaires). Entre le XVIIIe et le XIXe siècle, une filature de lin est installée sur la propriété. Au début du XIXe siècle, une fromagerie s'y développe. La fromagerie est remplacée, jusqu’en 1946, par une chocolaterie. Puis la société Saffrey appartenant au comte de Tocqueville, implante une cidrerie qui fonctionne jusqu'en 1954. Enfin, en 1954,, Philippe Bizouart, alors propriétaire, transforme la cidrerie en distillerie. Cette distillerie produit initialement des eaux-de-vie de l'appellation calvados et adopte comme marque le nom du château.
Durant les décennies qui suivent, le château du Breuil développe trois activités :
- la création de la marque de calvados Château du Breuil[2] ;
- le tourisme, le domaine accueillant chaque année près de 40 000 visiteurs pour le site, son parc[2], son lac et un lieu de production de spiritueux français avec ses chais de vieillissement[6] ;
- le négoce d'autres marques de spiritueux.

Le château du Breuil possède aussi 42 ha de vergers (22 000 pommiers) en AOC pays d’Auge. La production de calvados et de pommeau est de plus de 300 000 cols par an. Elle est aussi en partie exportée.
En avril 2023, le château du Breuil, qui était devenu pendant une trentaine d'années et jusqu'en 2020, la propriété du groupe suisse Diwisa (de), est repris par une holding contrôlée par la famille Montesano. Roberto Montesano est depuis P-DG de la société Château du Breuil et copropriétaire du domaine foncier avec Carine Bolle et leurs enfants, Léa et Andréa Montesano.
Fin 2020, le château du Breuil diversifie son activité avec la création de deux marques de spiritueux, et regroupe son catalogue sous un nom commercial, La Spiriterie Française :
- Rum Explorer, une gamme de rhums sans sucre ajouté de provenances variées et vieillis dans les chais du château du Breuil ;
- une gamme de whiskies français single malt appelée Le Breuil, brassés, distillés et vieillis au château du Breuil[2].

Une gamme de spiritueux (gin, limoncello, pastis, etc.) est développée avec la société C'est Nous (filiale à 50 %).

## Description

### Le château
La demeure, contournée par deux bras de la Touques, avait auparavant ses fossés remplis d'eau.
La bâtisse principale est parée de colombages et de tuiles roses, qui sont autant d’éléments de l’héritage architectural de la région Normande.
L'édifice se présente sous la forme d'un long corps de logis en brique et pierre flanqué de deux pavillons carrés du XVIe siècle à colombages couverts de toits indépendants et dont les entrecolombages sont tuilés. Ils devaient être à l'origine, réunis par un corps de logis en pans de bois dont il subsistent uniquement deux panneaux sur la façade est.

### Le parc
Le site est entouré par la Touques. C'est une île boisée, qui comporte des arbres centenaires (hêtres pourpres, tilleuls, ifs, platanes, ormes, sapins, séquoia…).

## Protection
Les façades et toitures du corps de logis et des dépendances ; la porte d'entrée ; la douve sont inscrits au titre des monuments historiques par arrêté du 9 septembre 1933.